# Обладнання свердловин
Обладнання свердловин — наземне й свердловинне обладнання, що забезпечує відбір продукції в установленому режимі, проведення необхідних технологічних операцій і гарантує захист від виникнення відкритих фонтанів та забруднення довкілля. Основні елементи обладнання таких свердловин насосно-компресорні труби і фонтанна арматура.
Насосно-компресорні труби (НКТ) використовують сталеві безшовні різних груп міцності з умовними діаметрами від 27 до 114 мм і товщинами стінок від 3 до 8 мм. НКТ бувають гладкі й з висадженими назовні кінцями виконань А і Б. Труби виконання А виготовляють довжиною 10 м, а виконання Б — 5,5—8,5 та 8,5—10 м. Гладкі труби випускають з муфтовим з'єднанням у звичайному виконанні й високогерметичні, а труби з висадженими кінцями — з муфтовим і безмуфтовим з'єднанням.
Фонтанна арматура призначена для герметизації гирла свердловини, контролю режиму її експлуатації та проведення різних технологічних операцій. Вона розрахована на робочий тиск 7, 14, 21, 35, 70 і 105 МПа. Якщо тиск менш як 21 МПа, то як запірні пристрої застосовують прохідні пробкові крани, при більш високому тиску — прямотокові засувки з ручним, пневматичним дистанційним й автоматичним управлінням.